# Palácio da Vitória
O Palácio da Vitória é uma edificação localizada na Avenida Sete de Setembro, bairro da Vitória, em Salvador, município capital do estado brasileiro da Bahia. Abriga, desde 1982, o Museu de Arte da Bahia.

## História

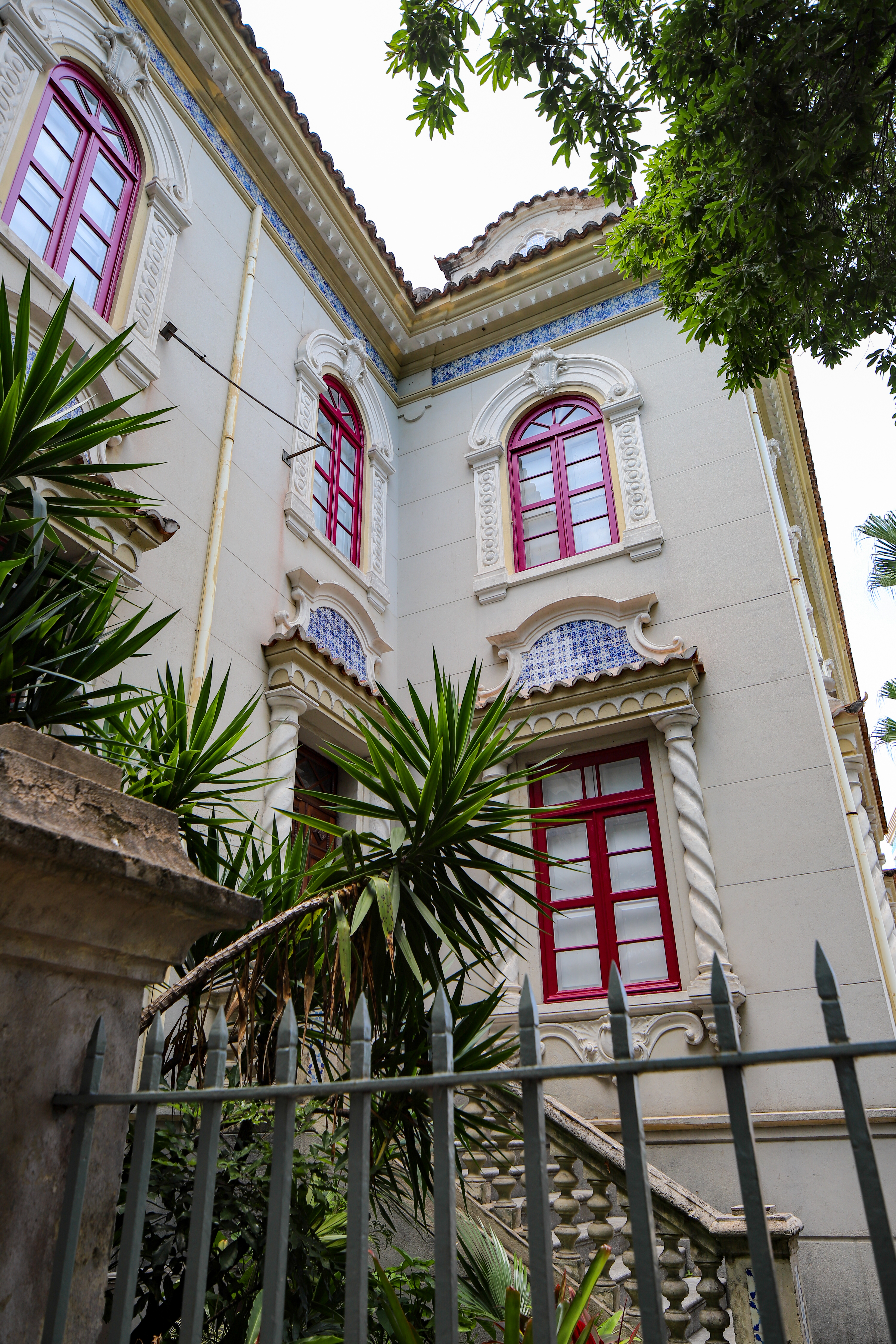
Detalhes na parte exterior do palácio

No local do prédio atual, existia no século XIX, uma casa nobre, residência do rico comerciante José Cerqueira Lima, vendida em 1858, ao Prof. Francisco P. D'Almeida Sebrão, instalando-se aí o Colégio São José. Em 1879, o governo da província da Bahia adquiriu o imóvel para torná-lo, após ampla restauração, residência oficial dos presidentes da província, o que continuou, após a República, neste caso, como palácio dos governadores.[carece de fontes?]
Em 1925, na administração do governador Góes Calmon, o edifício foi totalmente reconstruído, para sediar a Secretaria de Educação e Saúde do estado. Nada mais restara, a esta altura, da antiga casa nobre em estilo colonial.[carece de fontes?]

## Arquitetura

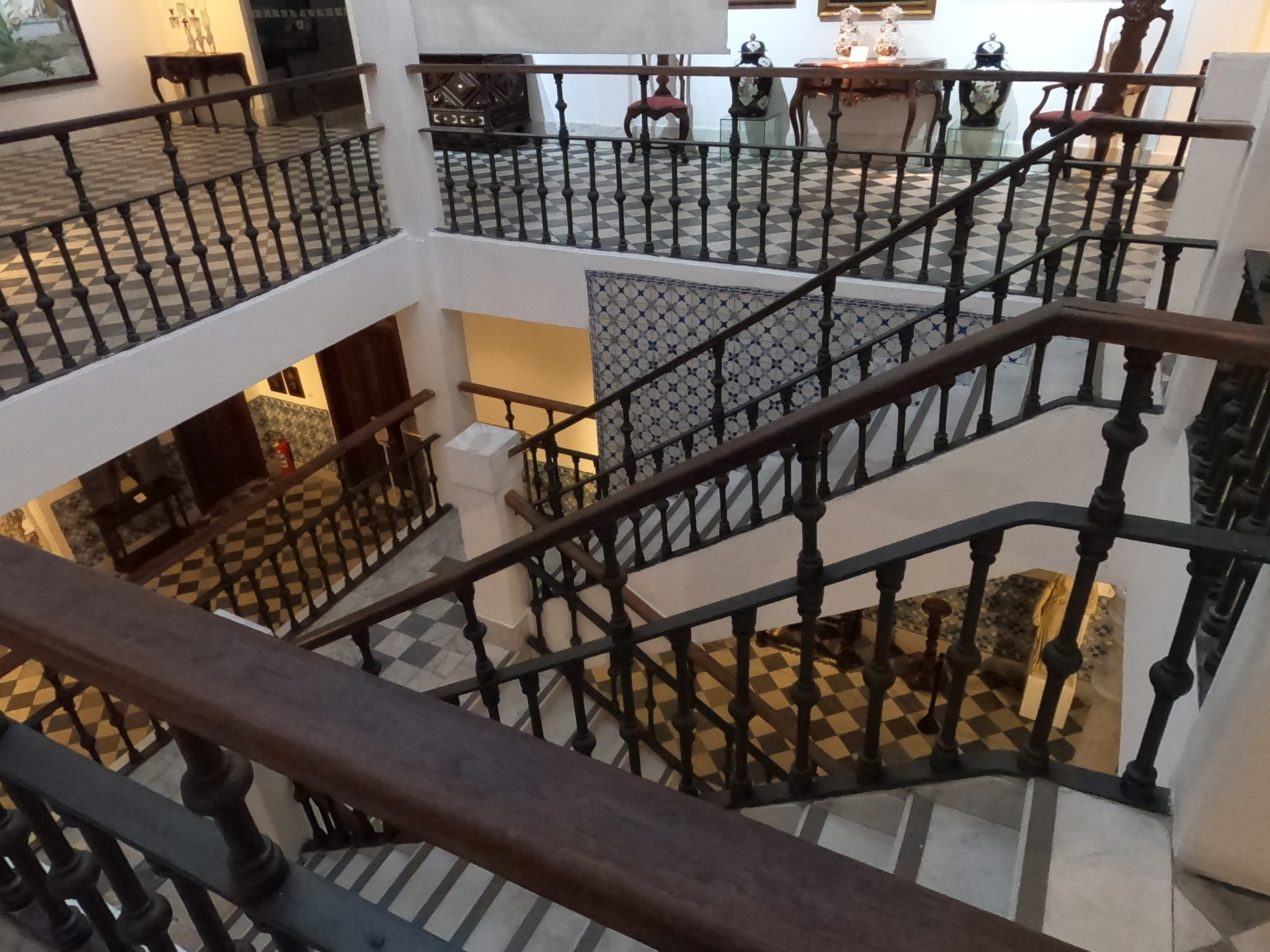
Escadarias do Palácio da Vitória

O prédio apresenta um estilo neocolonial. Ele foi enriquecido com vários elementos arquitetônicos, oriundos de demolição de outros solares, a exemplo da magnífica portada seiscentista com moldura em arenito, formando desenho de tranças e frontão com volutas, datado de 1674. A sua porta monumental, em vinhático e jacarandá, é toda ela entalhada com vários painéis retangulares com expressivos mascarões em baixo relevo. Esta bela portada é proveniente da demolição do Solar João de Aguiar de Matos, que se situava na Ladeira da Praça. Os silhares de azulejos portugueses que se encontram no auditório do museu, pertenceram a um solar situado à rua do Saldanha, assim como os elementos de talha barroca, montados como corrimão da escada, são originários da antiga Igreja do Convento de Santo Antônio do Paraguaçu, no Recôncavo Baiano. Ainda encontramos uma série de estátuas em mármore, sendo quatro, alegorias das quatro estações que anteriormente guarneciam a entrada do Elevador Lacerda, antes da sua reforma, em 1930.[carece de fontes?]

### Porta do século XVII

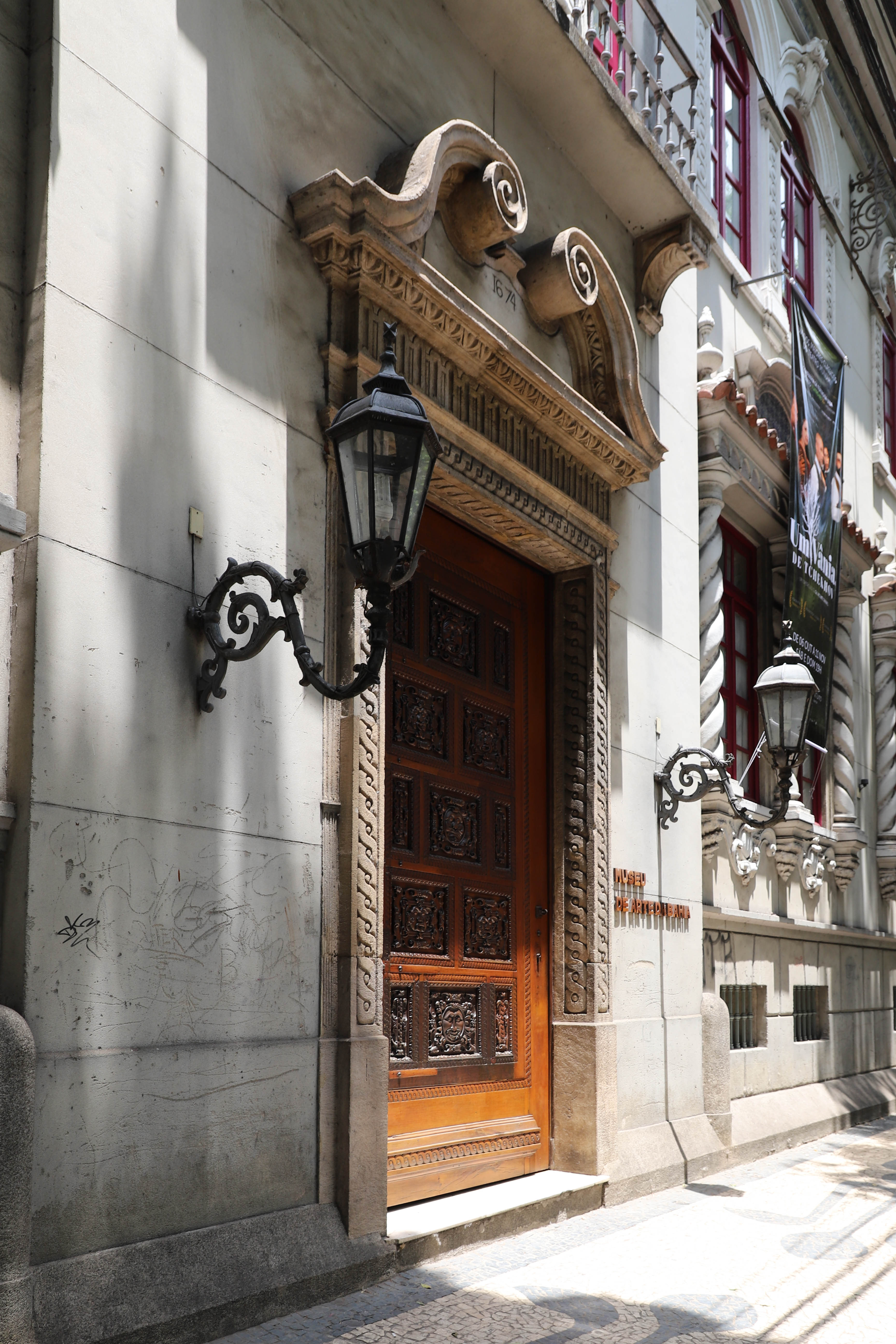
A porta de solar do século XVII instalada no Palácio da Vitória

A porta de solar do século XVII é a porta (ou portada) instalada no Palácio da Vitória e que foi tombada pelo Instituto do Patrimônio Histórico e Artístico Nacional (IPHAN) em 1941, através do processo de número 288. Tombada por sua importância cultural, a porta foi adaptada ao atual prédio do Museu de Arte da Bahia.
A portada, situada no principal acesso ao prédio, é executada em arenito e decorada com tranças nas aduelas e alizares superpostos por volutas, tendo a data de 1674. É proveniente de uma casa nobre demolida quando do alargamento da Ladeira da Praça no início deste século. A porta que guarnece o vão destaca-se pelo trabalho de carpintaria, com máscaras em baixo relevo. Os painéis de azulejo, dos séculos XIX, e XX, situam-se no saguão de entrada e salas do primeiro andar, sendo oriundos da casa nº 25 da Rua do Saldanha. São de duas espécies: silhares do tipo grinalda, com medalhões azuis, com paisagens e cenas bucólicas e painéis moldados em relevo, de fundo amarelo com flores brancas.
Foi tombado pelo IPHAN em 1941, recebendo tombo histórico (Inscrição 182/1941).